# Harold Huth
Harold Huth (* 20. Januar 1892 in Huddersfield, Vereinigtes Königreich; † 26. Oktober 1967 in London) war ein britischer Schauspieler, Filmregisseur und Filmproduzent.

## Leben
Der aus Nordengland stammende Huth arbeitete in jungen Jahren als Autoverkäufer, ehe er für den Film entdeckt wurde. Mit 35 Jahren begann er seine Leinwandlaufbahn. Zunächst trat er mit Nebenrollen in Stummfilmkomödien, Historiendramen und Kriegsfilmen auf. In den ersten Jahren des Tonfilms wurden seine allmählich Rollen größer, und Huth spielte oftmals elegante und kultivierte Herren, mehrfach aber auch Menschen anderer Kulturkreise (französische Edelmänner, ägyptische Ärzte und ähnliches). Zeitweilig zwangen ihn gesundheitliche Probleme zum Rückzug von der Schauspielerei, und Huth verdiente sich seinen Lebensunterhalt als Besetzungschef für die Produktionsfirma Gainsborough Pictures und den britischen Ableger von MGM. In dieser Funktion war Harold Huth von 1937 bis 1939 auch an den ambitionierten Produktionen Der Lausbub aus Amerika, Die Zitadelle und Auf Wiedersehen, Mr. Chips beteiligt gewesen. 1939 kehrte er zur aktiven Filmarbeit zurück und debütierte mit „Hell’s Cargo“, einem „den Entente Cordiale-Gedanken fördernden Abenteuerfilm“ als Filmregisseur.
Unmittelbar nach Beginn des Zweiten Weltkriegs verpflichtete ihn sein alter Arbeitgeber MGM als Filmproduzenten („Busman’s Honeymoon“). Harold Huth alternierte in der Folgezeit regelmäßig zwischen den Aktivitäten eines Regisseurs und Produzenten und hatte seine erfolgreichste Zeit, als er 1943 zum Chefproduzenten von Gainsborough Pictures berufen wurde. Dort stellte er in den Folgejahren beim vor allem weiblichen Publikum sehr populäre und kassenträchtige Kostümstoffe, Historienromanzen und Melodramen her, die allerdings von der Kritik oftmals recht hämisch kommentiert wurden. Seit den 1950er Jahren war Huth als Regisseur wie auch als Produzent überdies für das Fernsehen tätig und arbeitete beispielsweise für Douglas Fairbanks’ Produktionsfirma wie auch für die Warwick Television Films Ltd. Huths wenige Kinoinszenierungen waren meist dramatische Geschichten ohne allzu großen Tiefgang oder künstlerische Ambition.

## Filmografie
als Schauspieler
- 1927: One of the Best
- 1928: A South Sea Bubble
- 1928: Ossi hat die Hosen an
- 1928: Balaclava
- 1928: The Triumph of the Scarlet Pimpernel
- 1929: The Silver King
- 1929: Downstream
- 1930: City of Play
- 1930: An Obvious Situation
- 1930: Leave it to Me
- 1930: Guilt
- 1930: Bracelets
- 1931: The Outsider
- 1931: Down River
- 1932: A Honeymoon Adventure
- 1932: The First Mrs. Fraser
- 1932: The Flying Squad
- 1932: The World, the Flesh and the Devil
- 1932: Rom-Expreß (Rome Express)
- 1932: Sally Bishop
- 1932: Discord
- 1933: My Lucky Star
- 1933: The Ghoul
- 1934: The Camels Are Coming
- 1937: Take My Tip
- 1941: This Was Paris
- 1950: Verbrechen ohne Schuld (Blackmailed)
- 1952: Sing Along With Me

als Filmproduzent, wenn nicht anders angegeben
- 1939: Hell’s Cargo (nur Regie)
- 1940: Busman’s Honeymoon
- 1940: East of Piccadilly (nur Regie)
- 1941: Beach of Promise (nur Co-Regie)
- 1944: Cornwall Rhapsodie (Love Story)
- 1945: Drei Ehen (They Were Sisters)
- 1946: Gefährliche Reise (Caravan)
- 1947: Die Wurzeln allen Übels (The Roots of All Evil)
- 1947: Symbol des Glücks (The White Unicorn)
- 1947: Night Beat (auch Regie)
- 1947: My Sister and I (auch Regie)
- 1948: Es begann in Rio (Look Before You Love) (auch Regie)
- 1950: Verbrechen ohne Schuld (Blackmailed)
- 1951: Sing Along With Me
- 1955: Police Dog
- 1956: The Hostage (nur Regie)
- 1958: Der Mann ohne Nerven (The Man Inside)
- 1958: Der Bandit von Zhobe (The Bandit of Zhobe)
- 1959: Idol on Parade
- 1960: Jazzboat
- 1960: Der Mann mit der grünen Nelke (The Trials of Oscar Wilde)
- 1960: In the Nick
- 1961: Platz nehmen zum sterben (The Hellions) (auch Co-Drehbuch)